# DX Cluster
DX Cluster – serwis komputerowy stworzony przez krótkofalowców, służący do wzajemnego informowania o aktywności na pasmach stacji DX-owych (stacji pracujących z rzadko spotykanych krajów DXCC lub np. o ciekawych, okolicznościowych znakach wywoławczych).
Użytkownicy podłączeni do DX Clustera mają możliwość publikowania ogłoszeń o spotach DX i odpowiadania na ogłoszenia, wysłania prywatnych komunikatów do innych użytkowników, wysyłania i odbierania poczty, wyszukiwania i odbierania danych archiwalnych i dostępu do informacji zgromadzonych w bazach danych.
Jednym z bardziej popularnych DX Clusterów wśród międzynarodowej społeczności krótkofalarskiej był serwis prowadzony przez fiński klub OH9W/OH2AQ, jego zadania przejął klub OH8X.